# Chinavia hilaris
Punaise verte fétide
Espèce
Chinavia hilaris, la Punaise verte fétide, est une espèce de punaises de la famille des Pentatomidae.

## Habitat
On la trouve dans les vergers, jardins, forêts et champs cultivés en Amérique du Nord, Elle se nourrit de la sève d'une grande variété de plantes jusqu'à l'arrivée du gel. Les adultes développent une préférence pour les plantes et elles deviennent ainsi des parasites des cultures (tomate, haricot, pois, coton, maïs, soja, aubergine). Quand aucune de ces plantes n'est présente, elles se nourrissent aussi des tiges et de feuilles, endommageant ainsi les arbres fruitiers, tels que pommier, cerisier, oranger et pêcher.
Chinavia hilaris est largement répandu à travers les États-Unis, mais se trouve également au Canada et Mexique.

## Caractéristiques
Elle est généralement d'un vert clair, avec parfois une étroite bande claire, jaune à rougeâtre, sur les rebords. Le scutellum possède cinq taches blanches sur son bord antérieur.
C'est une grande punaise allongée, de forme ovale et d'une longueur comprise entre 13 et 18 mm. Elle peut être différenciée de l'espèce Nezara viridula par les trois segments distaux de ses antennes qui ont une bande noire (rougeâtre chez N. viridula). Le bord antéro-latéral de son pronotum est assez rectiligne et non convexe comme chez Chinavia pennsylvanica.
Les adultes et les nymphes ont de grandes glandes puantes situées sur la face inférieure du thorax s'étendant sur plus de la moitié du métapleuron. Ils rejettent d'importantes quantités de ce liquide nauséabond lorsqu'il est dérangé.

## Reproduction
Ils attachent leurs œufs en forme de tonneau sur le dessous des feuilles en doubles rangées de douze œufs ou plus. La punaise verte se reproduit sur une génération dans le Nord et deux générations dans le Sud. Les nymphes à un stade précoce sont plutôt colorées et rayées, devenant vertes à l'approche de l'âge adulte.

## Lutte contre ce parasite
Elle est parasitée par une mouche de la famille des Tachinidae Trichopodes pennipes. La punaise verte utilise une phéromone le méthyl(E,Z,Z)-2,4,6-décatriènoate dans son système de communication que l'on peut utiliser pour l'attirer loin des champs.

## Systématique
Chinavia hilaris a été décrit par le naturaliste américain Thomas Say en 1831 sous le protonyme Pentatoma hilaris.

### Synonymes
- Pentatoma hilaris Say, 1831
- Rhaphigaster sarpinus Dallas, 1851
- Acrosternum hilare

## Galerie

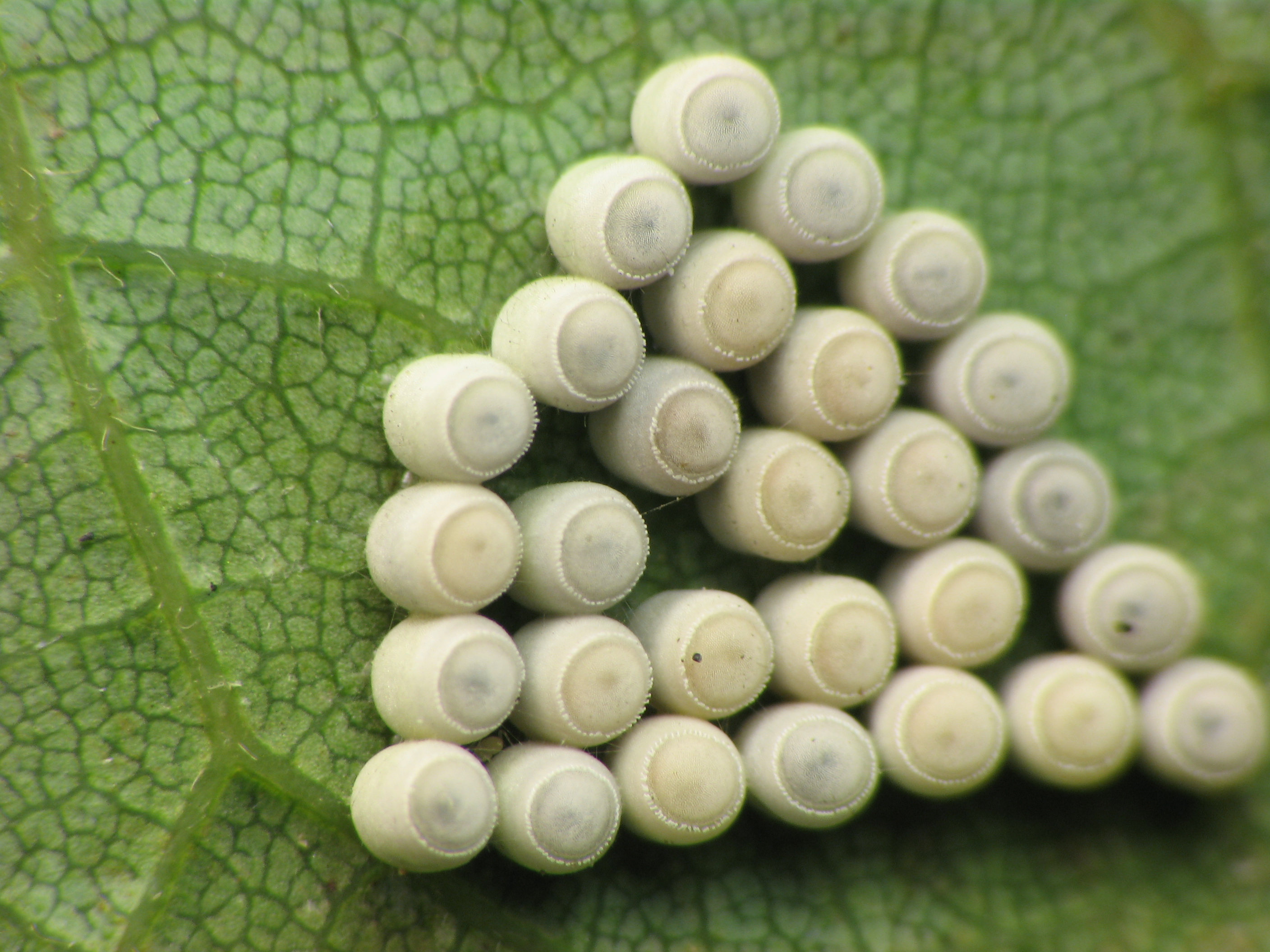
Œufs.
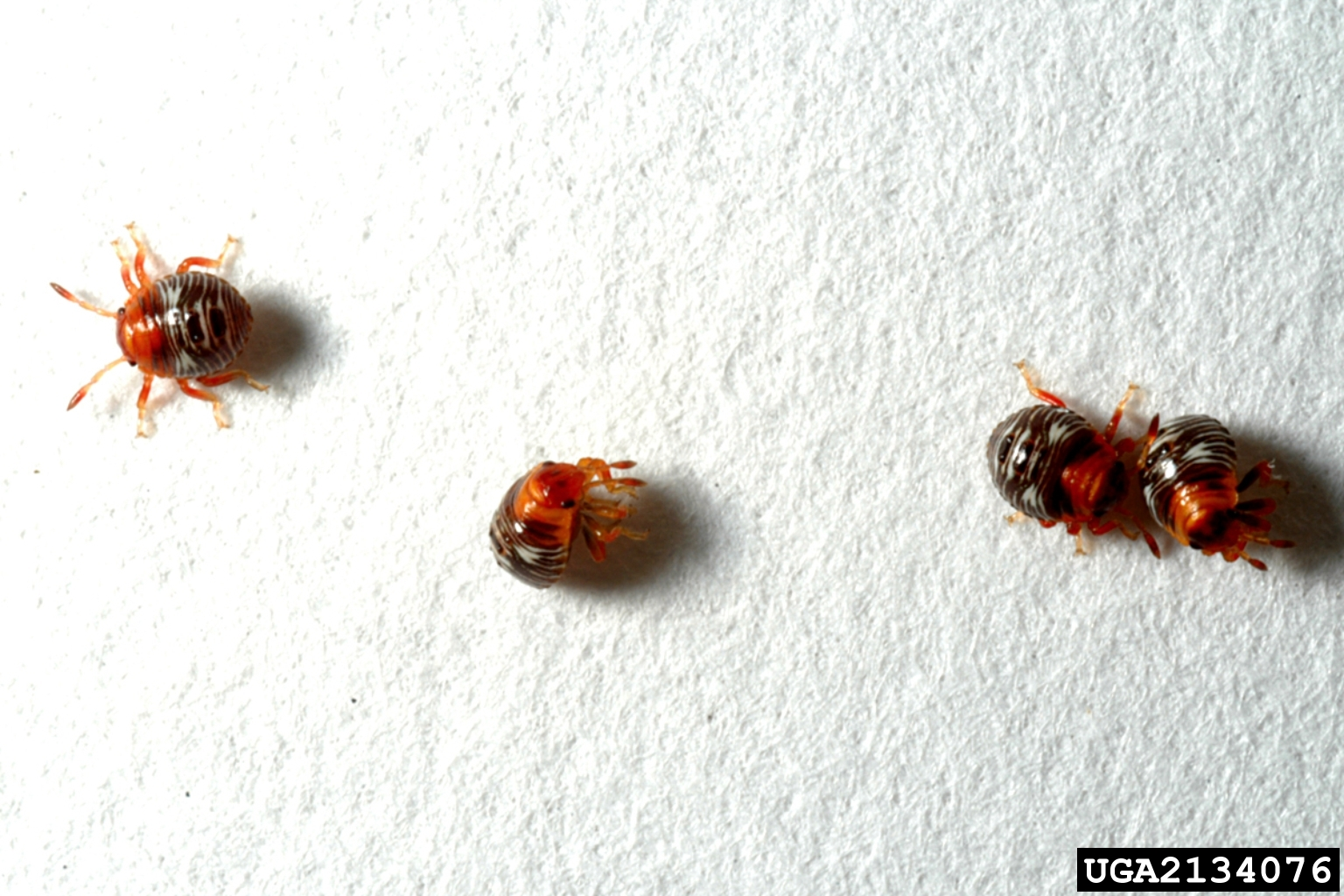
Nymphes, stade I.
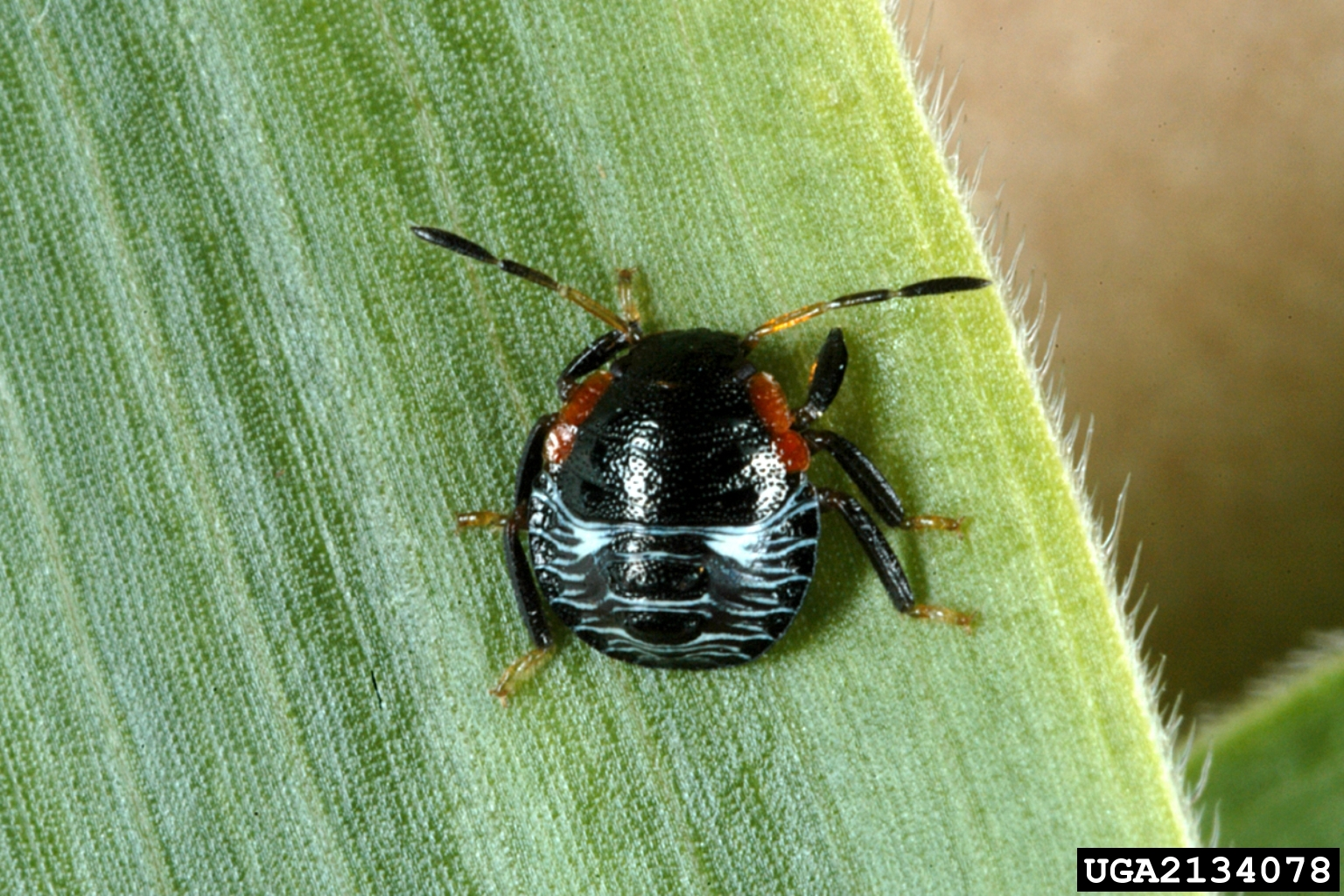
Nymphe, stade III.
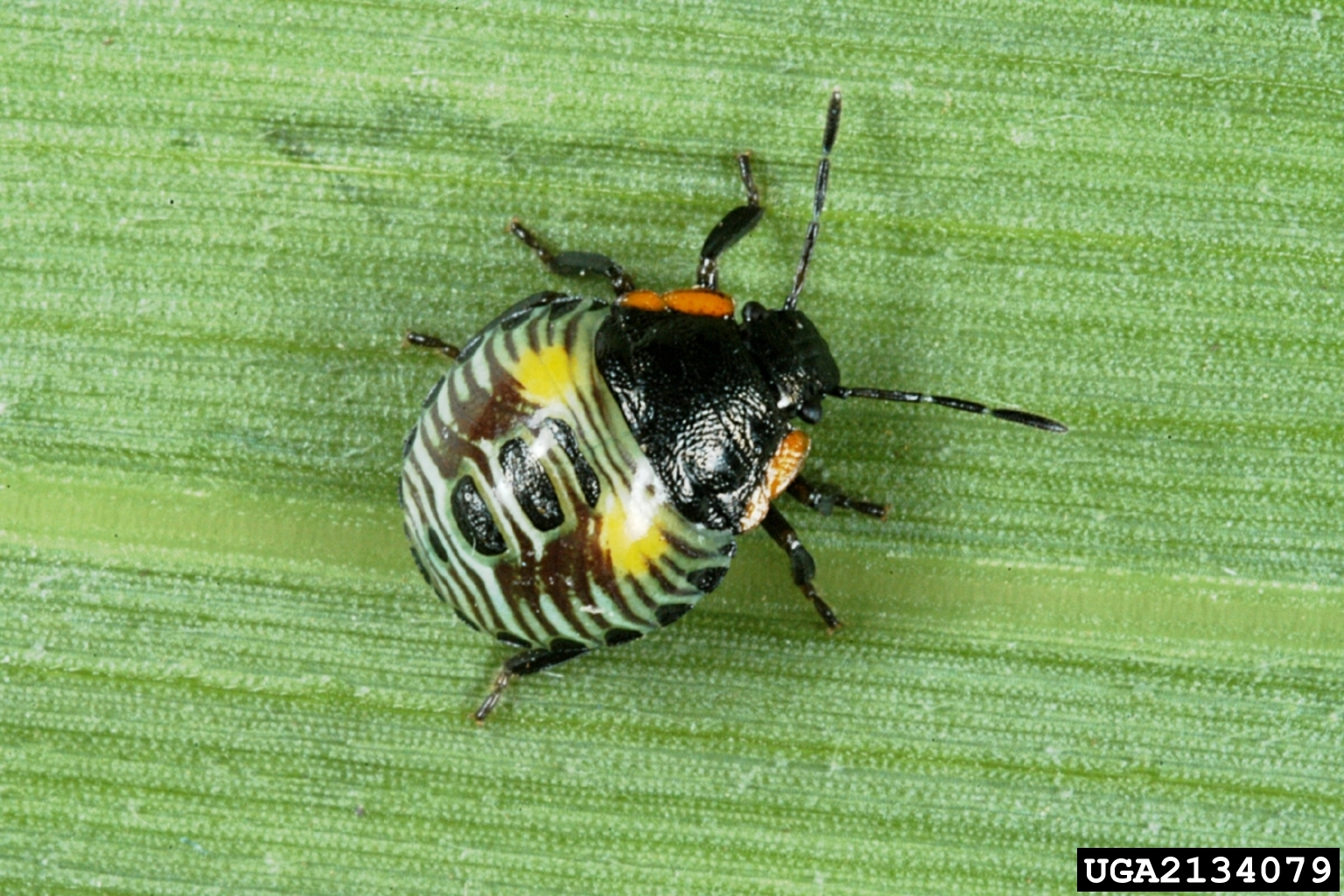
Nymphe, stade IV.
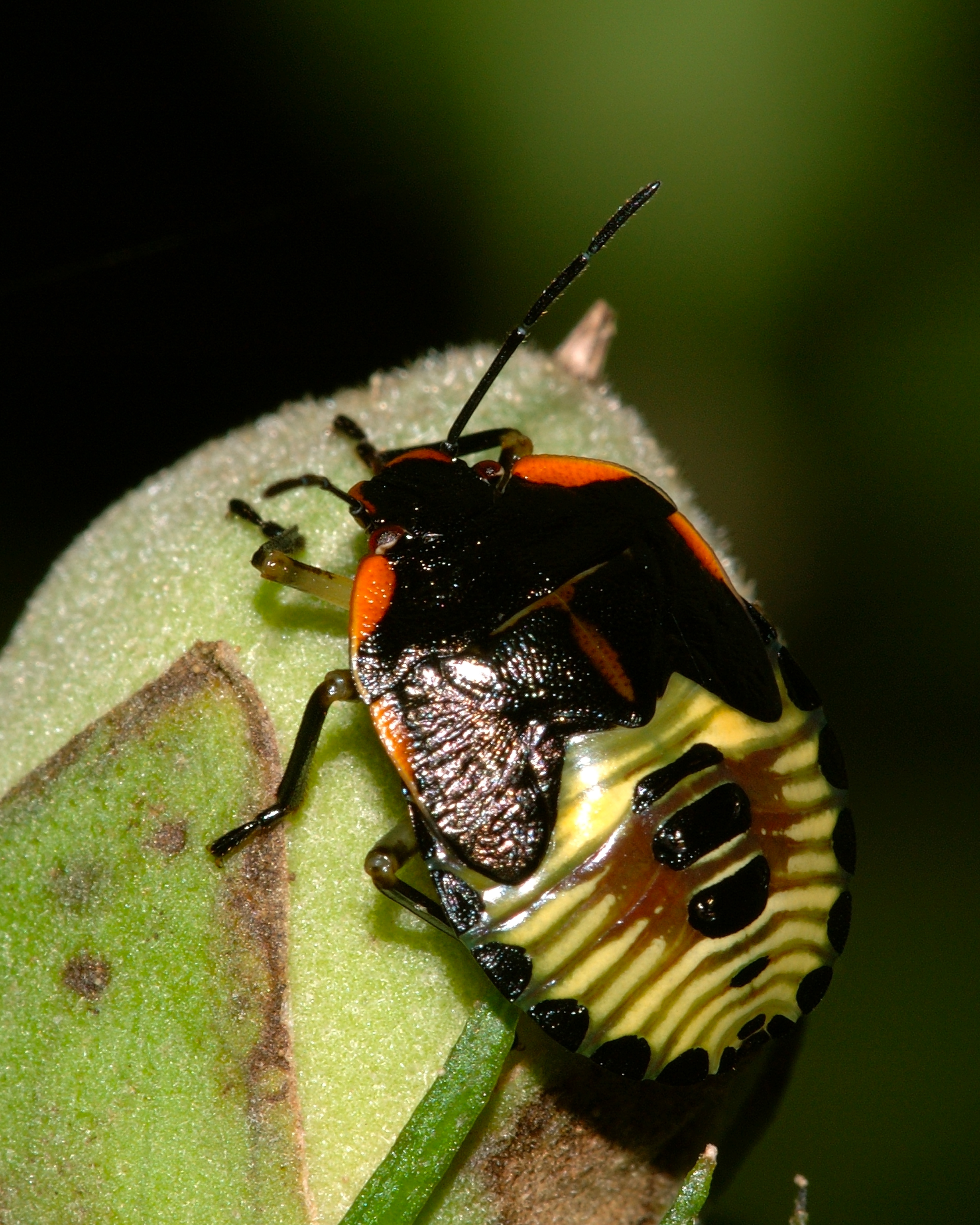
Nymphe, stade V.
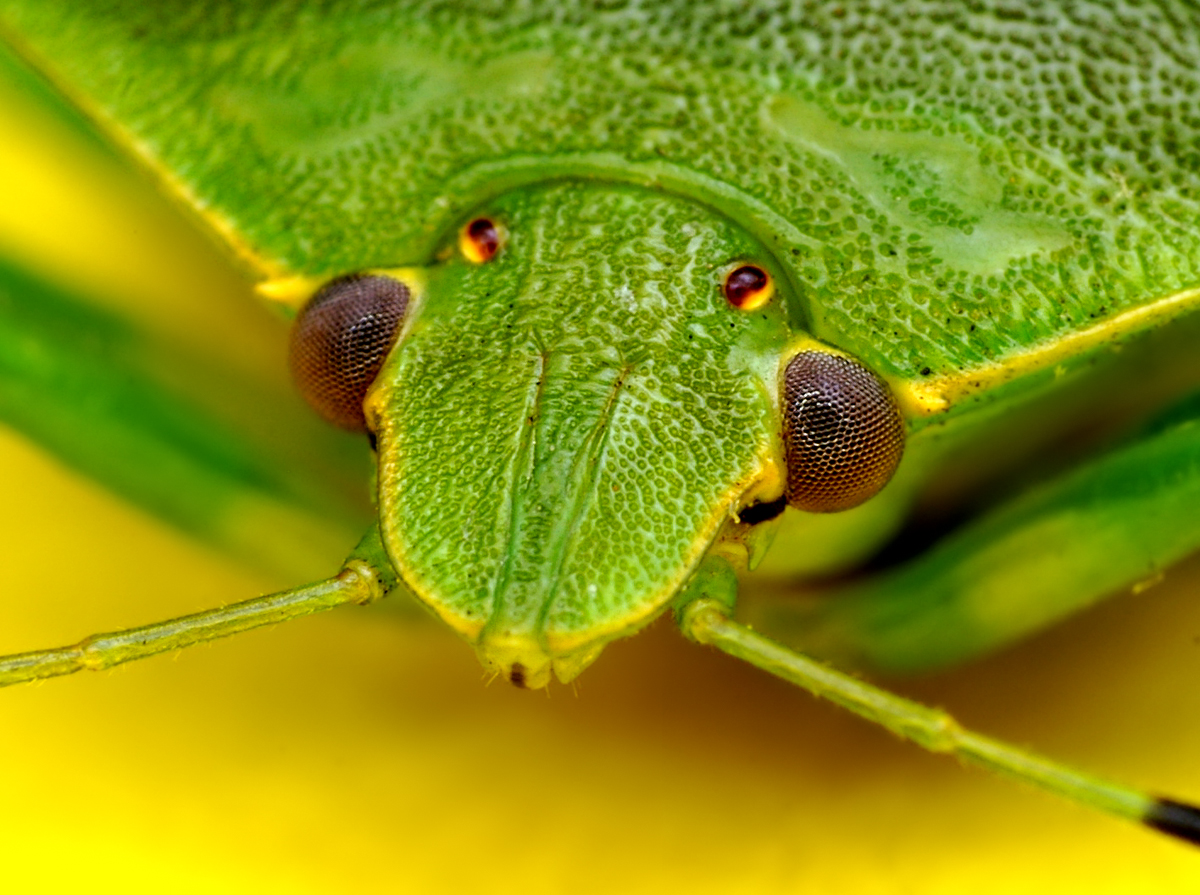
Tête